# Nanaspididae
Nanaspididae é uma família de copépodes pertencentes à ordem Siphonostomatoida.
Géneros:
- Allantogynus Changeux, 1960
- Honshia Avdeev, 2017
- Humesia Avdeev, 1980
- Nanaspis Humes & Cressey, 1959
- Stephopontius Thompson & Scott, 1903